# 蔣麗莉
蔣麗莉（英語：Lily Chiang，1961年—），香港企業家，震雄集團蔣震第四女，立法會議員蔣麗芸之四妹，香港十大傑出青年。香港總商會首位女主席，上市公司太平洋興業前任主席，香港自由黨中委兼常委。她畢業於潔心小學，先後在南加州大学取得工程学士、香港中文大学取得工商管理硕士、香港理工大学制造工程系获得博士学位。

## 詐騙罪入獄
2008年1月7日因涉嫌詐騙罪名遭香港廉政公署拘捕，8日在東區裁判法院應訊，被指批出上市公司太平洋興業「購股權」，涉嫌串謀詐騙及作出虛假書面陳述。控罪包括2001年環康集團上市之時，蔣麗莉涉嫌欺騙香港聯交所。還有在招股章程涉嫌不真實陳述。2010年1月5日就詐騙罪應在那一級法院審理，提出上訴，但被上訴庭副庭長司徒敬指蔣企圖延長程序，以延遲審訊，破壞和不尊重法治。
2011年6月15日下午，她被法官黃崇厚裁定串謀詐騙罪名成立，在區域法院被判囚3年半。
2013年4月17日，上訴庭駁回其不服定罪之上訴。

## 榮譽
- 嶺南大學榮譽院士
- 1999年，香港十大傑出青年
- 2001年，科技界傑出女士
- 2003年，中國未來經濟領袖
- 2005年，最具創造力華商領袖

## 家人
- 蔣震，大紫荊勳賢，OBE，蔣麗莉父親，香港知名工業家。
- 張俊芳，蔣麗莉生母，已去世。
- 馬榮華，蔣麗莉後母，蔣震繼室。
- 於積理，蔣麗莉丈夫。
- 蔣麗芸，SBS，JP，蔣麗莉二姐，前任立法會議員（九龍西），民建聯副主席。
- 蔣麗萍，蔣麗莉三姐。
- 蔣麗苑，JP，蔣麗莉六妹，震雄集團行政總裁。